# Episodi di Almost Never (seconda stagione)
La seconda stagione della serie televisiva Almost Never è andata in onda nel Regno Unito dal 29 ottobre al 31 dicembre 2019 sull'emittente CBBC. In Italia la serie andrà in onda su DeaKids dall'11 febbraio 2022.
| n° | Titolo originale          | Titolo italiano          | Prima TV UK      | Prima TV Italia  |
| -- | ------------------------- | ------------------------ | ---------------- | ---------------- |
| 1  | Hot wings                 | Alette piccanti          | 29 ottobre 2019  | 11 febbraio 2022 |
| 2  | The stadium show          | Uno show da stadio       | 29 ottobre 2019  | 11 febbraio 2022 |
| 3  | Managers                  | Il nuovo manager         | 29 ottobre 2019  | 11 febbraio 2022 |
| 4  | Do the Fandango           | Il questionario          | 29 ottobre 2019  | 18 febbraio 2022 |
| 5  | The Mall                  | Al centro commerciale    | 29 ottobre 2019  | 18 febbraio 2022 |
| 6  | The Sound of Silence      | Il suono del silenzio    | 29 ottobre 2019  | 18 febbraio 2022 |
| 7  | The Homecoming – Part One | Ritorno a casa. 1ª parte | 31 dicembre 2019 | 25 febbraio 2022 |
| 8  | The Homecoming – Part Two | Ritorno a casa. 2ª parte | 31 dicembre 2019 | 25 febbraio 2022 |
| 9  | Boy in the Woods          | Smarrito nel bosco       | 31 dicembre 2019 | 25 febbraio 2022 |
| 10 | Next Stop the Grannies    | Audizione per l'America  | 31 dicembre 2019 | 4 marzo 2022     |
| 11 | Press Conference          | La conferenza stampa     | 31 dicembre 2019 | 4 marzo 2022     |
| 12 | The Send Off              | La partenza              | 31 dicembre 2019 | 4 marzo 2022     |
| 13 | Time to Say Goodbye       | L'ora degli addii        | 31 dicembre 2019 | 4 marzo 2022     |